# Cenina
Cenina (llatí: Caenina grec antic: Καινίνη) va ser una ciutat del Làtium, una de les més antigues del país però de menor importància. Dionís d'Halicarnàs diu que era una ciutat dels sículs que després van ocupar els aborígens. En un altre lloc indica que la ciutat existia abans de la fundació de Roma.
Enfrontada a la política expansiva del regne de Roma, es va aliar contra ella amb Antemnae i Crustumerium per venjar el rapte i la violació de les sabines a la Consuàlia. Van lluitar contra Ròmul que els va derrotar i va matar el seu rei Àcron de pròpia mà, i va prendre per assalt la ciutat, diu Titus Livi. La majoria dels seus habitants van emigrar poc després a Roma, però una colònia romana es va instal·lar a la ciutat. Per celebrar la victòria Ròmul va dedicar les Spolia opima a Júpiter Feretrius. Un sacerdot Caeninense apareix durant bastants anys a Roma quan ja feia molts anys que la ciutat havia desaparegut.
Plini el Vell diu que era una ciutat del Laci desapareguda, i Estrabó confirma que havia desaparegut al seu temps. Els autors clàssics no estan d'acord en si va ser una ciutat llatina, potser una possible colònia d'Alba Longa, suposadament fundada per Latinus Silvius o una ciutat sabina.
Se la situa a la regió del riu Magugliano, a uns 3 km de Monte Gentile, però no en queden restes.